# 2464 Nordenskiöld
2464 Nordenskiöld è un asteroide della fascia principale del diametro medio di circa 17,2 km. Scoperto nel 1939, presenta un'orbita caratterizzata da un semiasse maggiore pari a 3,1650564 UA e da un'eccentricità di 0,2135219, inclinata di 0,85762° rispetto all'eclittica.
È dedicato a Adolf Erik Nordenskiöld, famoso esploratore svedese.